# Прая (район, Індонезія)
Пра́я (індонез. Praya) — один з 12 районів округу Центральний Ломбок провінції Західна Південно-Східна Нуса у складі Індонезії. Розташований у центральній частині. Адміністративний центр — селище Прая.
Населення — 105518 осіб (2012; 76292 в 2011, 75719 в 2010, 76930 в 2009, 75835 в 2008).

## Адміністративний поділ
До складу району входять 9 селищ та 6 сіл:
| Населений пункт       | Населення, осіб (2010) | Населення, осіб (2012) |
| --------------------- | ---------------------- | ---------------------- |
| Аїк-Муал, село        | 8848                   | 3962                   |
| Бунут-Баок, село      | 8766                   | 8946                   |
| Герунунг, село        | 4916                   | 5017                   |
| Гонджак, село         | 4242                   | 4328                   |
| Джаго, селище         | 8666                   | 8844                   |
| Лененг, селище        | 7614                   | 7770                   |
| Мекар-Дамаї, село     | -                      | 5069                   |
| Мертак-Томбок, село   | 5397                   | 5507                   |
| Монтонг-Тереп, селище | 9901                   | 10103                  |
| Панджісарі, селище    | 3111                   | 3174                   |
| Прапен, селище        | 11743                  | 11978                  |
| Прая, селище          | 11268                  | 11499                  |
| Рентенг, селище       | 4424                   | 4515                   |
| Семаян, селище        | 4822                   | 4920                   |
| Тівугаліх, селище     | 9687                   | 9886                   |